# Гомес, Пабло Эрнан
Па́бло Эрна́н Го́мес (исп. Pablo Hernán Gómez; 20 декабря 1977, Лас-Эрас, Аргентина — 29 января 2001, Исмикильпан, Мексика) — аргентинский футболист, нападающий.

## Карьера
Родился 20 декабря 1977 года в Лас-Эрасе, Мендоса, Аргентина. В возрасте 17 лет играл за клуб «Хуракан-де-Лас-Эрас». В 1996 году стал частью команды «Годой-Крус», а затем непродолжительное время выступал за «Архентинос Хуниорс».
В 1998 году уехал в Мексику, присоединившись к команде «Атлетико Морелия». В том же году дебютировал в примере, но вскоре впал в немилость главного тренера Томаса Боя. Впоследствии был отдан в аренду клубу «Веракрус», за который забил более 10 голов, прежде чем в 1999 году перейти в «Пачуку». Был важным игроком команды, в 1999 году помог клубу завоевать первый чемпионский титул.

## Обстоятельства смерти
29 января 2001 года погиб вместе с женой в дорожно-транспортном происшествии, возвращаясь с уик-энда, проведённого в Сан-Луис-Потоси. Машина Гомеса разбилась на шоссе недалеко от Исмикильпана.

## Личная жизнь
Пабло-младший — сын Гомеса — также является профессиональным футболистом и в настоящее время играет за мексиканский клуб «Коррекаминос».